# Kế toán trưởng
Kế toán trưởng là người được bổ nhiệm đứng đầu bộ phận kế toán nói chung của các cơ quan, đơn vị, doanh nghiệp, xí nghiệp, cơ sở... và là người phụ trách, chỉ đạo chung và tham mưu chính cho lãnh đạo về tài chính và các chiến lược tài chính, kế toán cho doanh nghiệp. Kế toán trưởng là người hướng dẫn, chỉ đạo, kiểm tra, điều chỉnh những công việc mà các kế toán viên đã làm sao cho hợp lý nhất. Trong các đơn vị kinh doanh, doanh nghiệp, Kế toán trưởng luôn đứng dưới, làm việc dưới quyền Giám đốc Tài chính (CFO).

## Ở Việt Nam
Luật Kế toán đã được Quốc hội Việt Nam thông qua năm 2003 và có hiệu lực kể từ ngày 1/1/2004 đã quy định tiêu chuẩn đối với kế toán trưởng là phải có trình độ đại học về chuyên môn, nghiệp vụ kế toán và 2 năm kinh nghiệm, hoặc trình độ trung cấp và 3 năm kinh nghiệm (trước đây quy định cùng là 3 năm kinh nghiệm); đơn vị kế toán bắt buộc phải bố trí người làm kế toán trưởng hoặc thuê người làm kế toán trưởng
Kế toán trưởng phụ trách tất cả các nhân viên kế toán như kế toán tài chính, kế toán quản trị, kế toán tổng hợp, kế toán chi tiết. Nhiều công ty hiện không bổ nhiệm kế toán trưởng.

### Quy định chung về Kế toán trưởng
Điều 52 của Luật kế toán quy định về Kế toán trưởng như sau:
1. Kế toán trưởng có nhiệm vụ tổ chức thực hiện công tác kế toán trong đơn vị kế toán theo quy định tại Điều 5 của Luật này.
2. Kế toán trưởng của cơ quan nhà nước, đơn vị sự nghiệp, tổ chức có sử dụng kinh phí ngân sách nhà nước, đơn vị sự nghiệp, tổ chức không sử dụng kinh phí ngân sách nhà nước và doanh nghiệp nhà nước ngoài nhiệm vụ quy định tại khoản 1 Điều này còn có nhiệm vụ giúp người đại diện theo pháp luật của đơn vị kế toán giám sát tài chính tại đơn vị kế toán.
3. Kế toán trưởng chịu sự lãnh đạo của người đại diện theo pháp luật của đơn vị kế toán; trường hợp có đơn vị kế toán cấp trên thì đồng thời chịu sự chỉ đạo và kiểm tra của kế toán trưởng cấp trên về chuyên môn, nghiệp vụ.
4. Trường hợp đơn vị kế toán cử người phụ trách kế toán thay kế toán trưởng thì người phụ trách kế toán phải có các tiêu chuẩn quy định tại khoản 1 Điều 50 của Luật này và phải thực hiện nhiệm vụ, trách nhiệm và quyền quy định cho kế toán trưởng.

### Tiêu chuẩn và điều kiện của kế toán trưởng
Các quy định về Tiêu chuẩn và điều kiện của kế toán trưởng được quy định chi tiết trong Điều 53 của Luật kế toán như sau: 
1. Kế toán trưởng phải có các tiêu chuẩn sau đây:
a) Các tiêu chuẩn quy định tại khoản 1 Điều 50 của Luật này;
b) Có chuyên môn, nghiệp vụ về kế toán từ bậc trung cấp trở lên;
c) Thời gian công tác thực tế về kế toán ít nhất là hai năm đối với người có chuyên môn, nghiệp vụ về kế toán từ trình độ đại học trở lên và thời gian công tác thực tế về kế toán ít nhất là ba năm đối với người có chuyên môn, nghiệp vụ về kế toán bậc trung cấp.
2. Người làm kế toán trưởng phải có chứng chỉ qua lớp bồi dưỡng kế toán trưởng.
3. Chính phủ quy định cụ thể tiêu chuẩn và điều kiện của kế toán trưởng phù hợp với từng loại đơn vị kế toán.

### Trách nhiệm và quyền của kế toán trưởng
Các trách nhiệm và quyền của kế toán trưởng (Điều 54, Luật Kế toán) gồm:
1. Kế toán trưởng có trách nhiệm:
a) Thực hiện các quy định của pháp luật về kế toán, tài chính trong đơn vị kế toán;
b) Tổ chức điều hành bộ máy kế toán theo quy định của Luật này;
c) Lập báo cáo tài chính.
2. Kế toán trưởng có quyền độc lập về chuyên môn, nghiệp vụ kế toán.
3. Kế toán trưởng của cơ quan nhà nước, đơn vị sự nghiệp, tổ chức có sử dụng kinh phí ngân sách nhà nước, đơn vị sự nghiệp, tổ chức không sử dụng kinh phí ngân sách nhà nước và doanh nghiệp nhà nước, ngoài các quyền đã quy định tại khoản 2 Điều này còn có quyền:
a) Có ý kiến bằng văn bản với người đại diện theo pháp luật của đơn vị kế toán về việc tuyển dụng, thuyên chuyển, tăng lương, khen thưởng, kỷ luật người làm kế toán, thủ kho, thủ quỹ;
b) Yêu cầu các bộ phận liên quan trong đơn vị kế toán cung cấp đầy đủ, kịp thời tài liệu liên quan đến công việc kế toán và giám sát tài chính của;
c) Bảo lưu ý kiến chuyên môn bằng văn bản khi có ý kiến khác với ý kiến của người ra quyết định;
d) Báo cáo bằng văn bản cho người đại diện theo pháp luật của đơn vị kế toán khi phát hiện các vi phạm pháp luật về tài chính, kế toán trong đơn vị; trường hợp vẫn phải chấp hành quyết định thì báo cáo lên cấp trên trực tiếp của người đã ra quyết định hoặc cơ quan nhà nước có thẩm quyền và không phải chịu trách nhiệm về hậu quả của việc thi hành quyết định đó.

### Chức năng nhiệm vụ của Kế toán trưởng
Kế toán trưởng thực hiện các chức năng nghĩa vụ sau:
3.1. Tổ chức công việc kế toán của doanh nghiệp; điều tra, giám sát việc dùng nguồn tài sản, nguồn tài chính, nguồn nhân lực trong doanh nghiệp.
3.2. Tổ chức công việc phù hợp với yêu cầu của luật pháp hiện hành, dựa trên cơ cấu, đặc trưng hoạt động buôn bán của doanh nghiệp.
3.3 Phụ trách việc lập và trình duyệt kế hoạch công việc, các mẫu tài liệu, giấy tờ thuộc bộ phận kế toán để áp dụng cho việc thể hiện các hoạt động buôn bán của doanh nghiệp; xây dựng việc việc kiểm kê, giám sát các hoạt động buôn bán của doanh nghiệp; dựa vào theo dõi, giám sát việc phân tích và tổng hợp thông báo nguồn tài chính.
3.4. Bảo đảm tiến độ công việc của bộ phận kế toán trong doanh nghiệp cũng như tại các chi nhánh trực thuộc đơn vị.
Áp dụng các công cụ kỹ thuật cao, các kinh nghiệm tiên tiến của thế giới trong công việc nâng cao và hoàn thiện kiến thức của bản thân cũng như của các nhân viên trong bộ phận.
Cung cấp kịp thời và đầy đủ các thông báo kế toán vế hoạt động buôn bán, các khoản thu chi của doanh nghiệp cho lãnh đạo, đưa ra các ý kiến đóng góp của mình để giúp lãnh đạo tìm kiếm được phương án giải quyết vấn đề một cách hiệu quả nhất.
3.5. Tổ chức việc kiểm kê tài sản, dòng tiền cũng như các nguồn tài sản khác có liên quan đến hoạt động buôn bán hoặc quyền lợi của doanh nghiệp.
3.6. Đảm bảo tính hợp pháp, tính kịp thời và tính chính xác trong việc lập sổ sách tài liệu kế toán, tính toán giá thành sản phẩm, mức lương, các bút toán tính thuế, bảo hiểm, công nợ với chủ đầu tư, khách hàng, ngân hàng cũng như các đối tác buôn bán khác.
3.7. Kiểm soát quy trình lập tài liệu sổ sách, các bút toán thanh toán, các quy trình kiểm kê tài sản, điều tra các báo cáo nguồn tài chính, bảng cân đối kế toán cũng như các tài liệu khác có liên quan của doanh nghiệp và của các bộ phận, chi nhánh đơn vị.
3.8. Tham gia vào việc phân tích hoạt động buôn bán của doanh nghiệp dựa trên các số liệu nguồn tài chính kế toán nhằm mục đích xác định được nguồn dự trữ nguồn tài chính nội bộ, giảm thiểu các chi phí trong quá trình hoạt động buôn bán của doanh nghiệp.
3.9. Đưa ra dự báo nguồn tài chính hoặc cách giải quyết vấn đề trong việc hỗ trợ ban lãnh đạo doanh nghiệp phòng ngừa rủi ro buôn bán hoặc các sai phạm nguồn tài chính, vi phạm pháp luật buôn bán của nhà nước. Tham gia vào việc lập tài liệu giải quyết các vấn đề liên quan đến việc mất mát, thất thoát tài sản của doanh nghiệp.
3.10. Đưa ra các kiến nghị, các giải pháp trong việc thu hút nguồn nguồn tài chính cho doanh nghiệp nhằm đảm bảo tính ổn định của ngân sách.
3.11. Thực hiện các giao dịch với ngân hàng trong việc vay tín dụng.
3.12. Đảm bảo việc tuân thủ các nguyên tắc nguồn tài chính kế toán, nguyên tắc quỹ cũng như các nguyên tắc khác.
3.13. Tham gia vào việc lập và ứng dụng các sổ sách kế toán, các bảng biểu dựa trên nguồn kiến thức về công nghệ thông báo.
3.14. Tạo điều kiện giúp đỡ, động viên, khuyến khích các nhân viên dưới quyền trong công việc chuyên ngành.
3.15. Lãnh đạo, quản lý nhân viên trong bộ phận.